# Dreiheber
Ein Dreiheber ist in der Verslehre ein Versmaß mit drei Hebungen oder ein konkreter Vers, der einem solchen Versmaß entspricht. Der Begriff ist anwendbar in Literaturen mit akzentuierendem Versprinzip, da nur dort die Zahl der Hebungen für das Versmaß bestimmend ist.
Da nach der Heuslerschen Verslehre die Zahl der Takte der Zahl der Hebungen entspricht, wird der Dreiheber auch Dreitakter genannt.
Zu den Formen des Dreihebers in Verbindung mit spezifischen Versfüßen siehe:
- Jambischer Dreiheber
- Trochäischer Dreiheber